# Rachel et ses amours
Pour plus de détails, voir Fiche technique et Distribution.
Rachel et ses amours est un téléfilm franco-suisse réalisé par Jacob Berger et diffusé en 1997. Il s'agit d'une adaptation, signée Gilles Gérardin, du roman éponyme de Charles Exbrayat.

## Synopsis
Dans un village protestant des Cévennes, la jolie Rachel doit épouser Joseph, le pasteur. L’arrivée de Matthieu, jeune et beau citadin, jette le trouble dans le cœur de Rachel et dans la collectivité.

## Distribution
- Michel Galabru : Joshua, le grand-père de Rachel
- Noémie Kocher : Rachel
- Marie-Dominique Dessez : Deborah, la sœur de Joseph
- Dominique Guillo : Joseph, le pasteur
- Samuel Jouy : Matthieu, un jeune citadin (comme Samuel Hamelet)
- Marie Pillet : Judith
- Jean-Pierre Bagot : Samuel Bertignat
- Nadia Barentin : Esther
- Philippe Paimblanc : Simon
- Chantal Banlier : Zelpha
- Gaëlle Marie : Sarah
- Arno Chevrier : Ebenezer
- Jean-Louis Maligne : Paul
- Elisabeth Cerefice : Pasteur Lochère
- Denise Boulet : Domestique
- Patrick Douillon : Chauffeur du camion
- Yvon Pradel : Le vieux Jean
- Olivier Cabassut : Le Costaud
- Claude Pastre : Le vieux Isaac
- Béatrice Bertrand : Villageoise
- Fabienne Sebron : la villageoise à la boulangerie